# Инсулома
Инсуло́ма (от лат. insula — остров и -ωμα от ὄγκωμα — опухоль) — под этим понятием объединены функционирующие опухоли островков поджелудочной железы — новообразования альфа-, бета-, дельта- (D)- и PP- (F)-клеток.
Островковые опухоли — это прежде всего аденомы (доброкачественные новообразования) и реже — аденокарциномы (злокачественные новообразования). Около 60 % всех эндокринных опухолей поджелудочной железы — инсулинсекретирующие. Как правило, новообразованиям островков Лангерганса, особенно злокачественным, свойственна полигормональная секреция, «чистые» опухоли являются редкостью, однако превалирование секреции одного из гормонов определяет ведущий клинический симптомокомплекс. Тем не менее, метастазы в случае злокачественной опухоли могут состоять только из одного типа клеток, даже при первично поликлональной опухоли, и наоборот — встречаются опухоли из одного типа клеток, секретирующие разнообразные пептиды. Предполагается существование двух источников происхождения эндокринных опухолей: островкового (откуда произошло их название — инсуломы) и протокового — из полипотентных стволовых клеток протокового эпителия (незидиобластов), способных пролиферировать и дифференцироваться в клетки, секретирующие различные пептиды (источник эктопической продукции гормонов). Чаще они возникают у взрослых в любой части поджелудочной железы, редко имеют собственную капсулу, обладают так называемым зигзагообразным ростом, сходным с инфильтративным. Опухоли, диаметром 2 см, как правило, доброкачественные, а более 6 см — злокачественные.

## Классификация

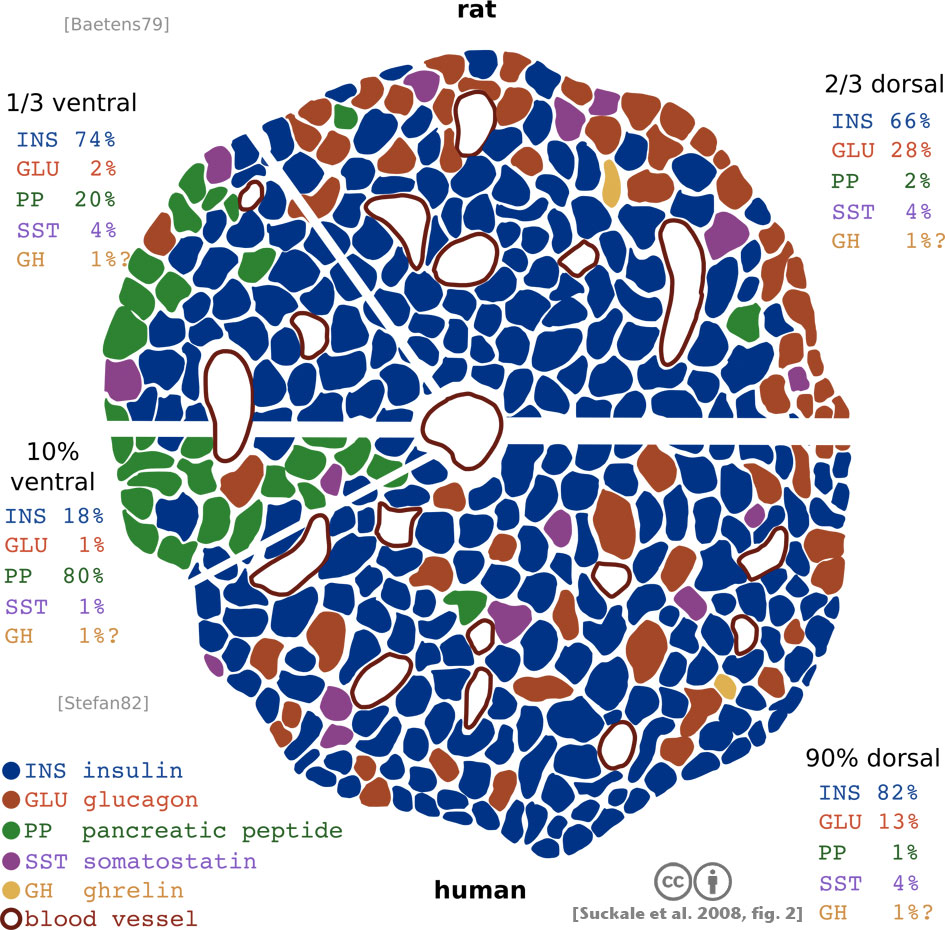
Данная диаграмма демонстрирует структурные различия между панкреатическими островками крысы (вверху) и человека (внизу) pars ventralis pancreas — слева; pars dorsalis — справа. Клетки островков окрашены по-разному: альфа-клетки — красным, бета-клетки — синим, дельта-клетки — фиолетовым, PP-клетки — зелёным, эпсилон-клетки — жёлтым. Бета-клетки грызуна, в отличие от человека, сгруппированы в характерное инсулиновое ядро.

В клинике прижилась классификация по названию продуцируемого новообразованием гормона, избыток которого определяет клиническую картину. Позже выяснилось, что гормоны продуцируют не только ортоэндокринные клетки — секретирующие гормоны, свойственные физиологической функции островков, но и параэндокринные — клеточное происхождение которых в настоящее время окончательно не установлено, выделяющие гормоны, не свойственные им: гастрин — гастринома, вазоактивный интестинальный пептид — випома, АКТГ-подобную активность — кортикотропинома. Опухоли из параэндокринных клеток также называют APUD-омами. К параэндокринным относятся также некоторые редкие опухоли, секретирующие другие пептиды и простагландины.
- из альфа-клеток — глюкагонома,
- из бета-клеток — инсулинома,
- из дельта-клеток — соматостатинома,
- из PP-клеток — ППома.

## Распространённость
Опухоли из островковых клеток встречаются гораздо реже других панкреатических опухолей. Точных данных о распространёности островково-клеточных опухолей нет. Патологоанатомы находят одну аденому на каждые 1000…1500 исследований. В клиниках широкого профиля соотношение пациентов с функционирующим новообразованием островков Лангерганса ко всем госпитализированным составляет 1:50 000. Около 60 % всех эндокринных опухолей поджелудочной железы — инсулинсекретирующие.

## Гистологическая картина

Патогистология
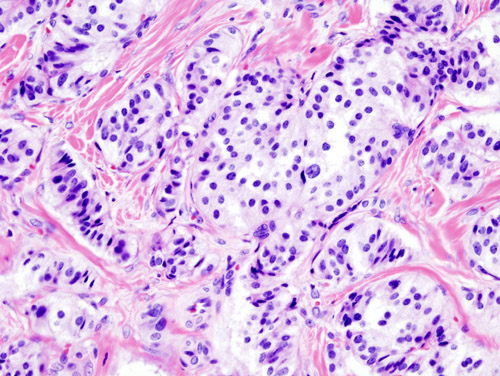
Панкреатическая инсулинома
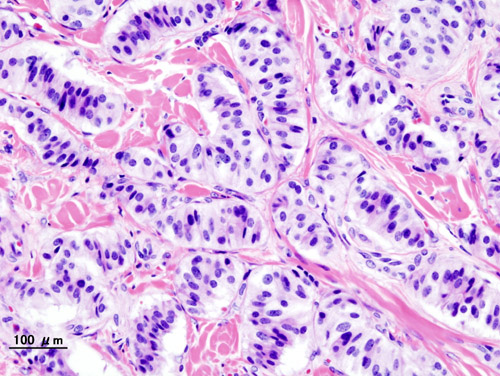
Инсулинома из бета-клеток островков Лангерганса
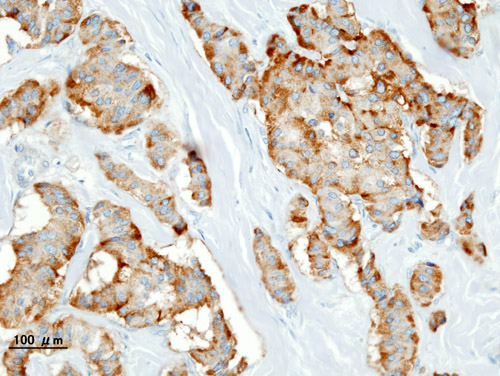
Окраска инсулиномы Chromogranin A
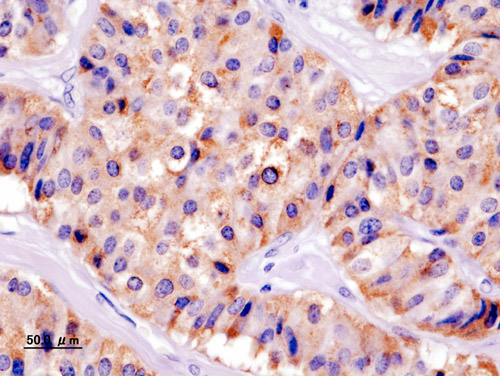
Histopathology of pancreatic endocrine tumor (insulinoma). Insulin immunostain.